# Aldous Huxley

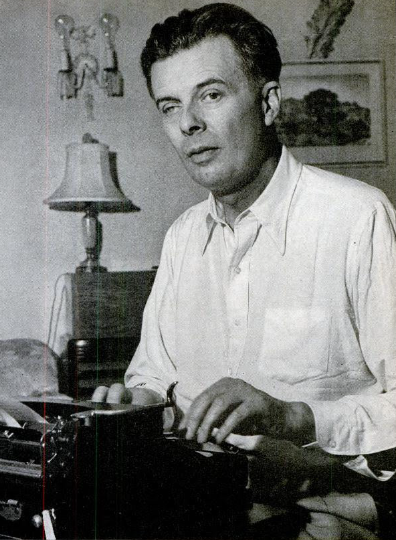
Aldous Huxley, 1947

Aldous Leonard Huxley [ˈɔːldəs ˈhʌksli] (* 26. Juli 1894 in Godalming, Surrey (England); † 22. November 1963 in Los Angeles) war ein britischer Schriftsteller und Philosoph. Berühmt wurde Huxley vor allem durch Romane und zahlreiche Essays. Sein bekanntestes Werk ist der 1932 erschienene dystopische Roman Schöne neue Welt. Er veröffentlichte aber auch Kurzgeschichten, Gedichte, Reiseberichte und schrieb Drehbücher. Huxley wurde wiederholt als Universalgelehrter bezeichnet und gilt als einer der herausragendsten Intellektuellen seiner Zeit.
Huxley entstammte der prominenten Huxley-Familie. Von 1913 bis 1916 studierte Huxley Englische Literatur am Balliol College der Universität Oxford. Aufgrund seines schlechten Sehvermögens wurde er nicht als Soldat für den Ersten Weltkrieg einberufen. Seit Abschluss seines Studiums mit Bestnote arbeitete er daher zunächst unter anderem als Französischlehrer und in einer Chemiefabrik. Schon früh verdiente er sich sein Geld aber auch mit dem Schreiben, womit er schon während der 1920er Jahre eine gewisse Berühmtheit erlangte. 1937, zu diesem Zeitpunkt bereits weltbekannt, wanderte er in die Vereinigten Staaten aus und verbrachte den Großteil seines übrigen Lebens in Kalifornien. Zeit seines Lebens wurde Huxley insgesamt siebenmal für den Nobelpreis für Literatur nominiert. 1959 lehnte er das Angebot der britischen Regierung ab, in den Ritterstand erhoben zu werden.
In seinen Romanen kritisierte Huxley soziale Normen und verbreitete gesellschaftliche Ideale sowie die möglichen negativen Folgen wissenschaftlicher und technischer Errungenschaften. Sein Gesamtwerk gilt als humanistisch motiviert. Er interessierte sich außerdem sehr für spirituelle Themen, Mystik und Philosophia perennis. Ab 1939 erlangte er tiefgreifendes Wissen über den Vedanta. Gleichzeitig war er Agnostiker und lehnte institutionalisierte Religion ab.
In seinen letzten zehn Lebensjahren beschäftigte er sich eingehend mit psychedelischen Substanzen; den Begriff „psychedelisch“ schuf der britische Psychiater Humphry Osmond im Zuge eines Briefwechsels mit Huxley. In seinem einflussreichen Essay Die Pforten der Wahrnehmung aus dem Jahr 1954 verarbeitete Huxley eine eigene psychedelische Erfahrung mit Meskalin.

## Leben

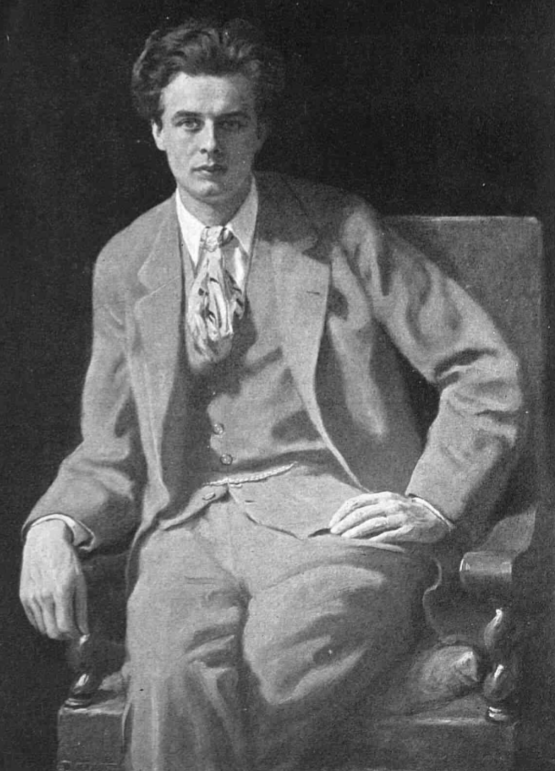
Aldous Huxley 1927 (Gemälde von John Collier)

Huxley wird als Sohn des Schriftstellers Leonard Huxley und dessen erster Frau Julia Frances Arnold in Großbritannien geboren. Auf der väterlichen Seite gehören mehrere Wissenschaftler zu seinen Vorfahren, darunter sein Großvater Thomas Henry Huxley. Zur britischen Intellektuellenfamilie Arnold auf der mütterlichen Seite zählt der Schriftsteller und Kulturkritiker Matthew Arnold, ein Großonkel Huxleys. Der Biologe und Schriftsteller Julian Huxley ist der Bruder Aldous Huxleys, der Biologe und Nobelpreisträger Andrew Fielding Huxley ein Halbbruder.
Als Kind wird Huxley an der Hillside School in Malvern (Worcestershire) unterrichtet, mehrere Jahre lang auch von seiner eigenen Mutter, bis sie schwer erkrankt. Danach besucht er das Eton College in Berkshire. Seine Mutter stirbt 1908, als er vierzehn Jahre alt ist. 1911 erkrankt er an Keratitis superficialis punctata und ist danach drei Jahre lang fast blind. Huxley muss daher seine Pläne eines Studiums der Biologie und Medizin aufgeben, aber bleibt sein Leben lang an Naturwissenschaften interessiert. Ab Oktober 1913 beginnt er ein Literaturstudium am Balliol College in Oxford, arbeitet ab 1916 als Herausgeber der Literaturzeitschrift Oxford Poetry und schließt sein Studium im Juni 1916 mit Auszeichnung ab. In diesem Jahr macht er die Schriftstellerei zu seinem Beruf und veröffentlicht sein erstes Buch The Burning Wheel noch 1916 mit 22 Jahren.
Im Januar 1916 meldet er sich als Freiwilliger zum Dienst im Ersten Weltkrieg, wird aber nicht angenommen, da sein Sehvermögen noch stark eingeschränkt ist. Dennoch ist er 1917 einige Monate lang bei der Royal Air Force tätig und dort für die Bestellung von Material zuständig. Ein Jahr lang unterrichtet er dann Französisch am Eton College, wo Eric Blair (besser bekannt als George Orwell) und Steven Runciman zu seinen Schülern zählen: Als Lehrer ist er zwar unfähig, für Ordnung im Unterricht zu sorgen, wird aber wegen seiner brillanten sprachlichen Fähigkeiten bewundert.
Während des Krieges hat Huxley viel Zeit in Garsington Manor verbracht, dem Wohnsitz von Lady Ottoline Morrell, die ihn formal als Aushilfe beschäftigt, was ihn von anderen Pflichten befreit. Auf dem Landsitz trifft er Bekannte aus Oxford und auch neue Mitglieder der zeitkritischen Elite, wie z. B. Lytton Strachey, Clive Bell, Bertrand Russell, D. H. Lawrence, mit dem er eine enge Freundschaft entwickelt, und Mitglieder der Bloomsbury Group. 
1919 heiratet er die Belgierin Maria Nys, die er auf Garsington Manor kennengelernt hatte. Im nächsten Jahr wird sein Sohn Matthew geboren. Huxley arbeitet nun als Journalist und Kunstkritiker. In seinem Roman Crome Yellow (1921) karikiert er sogar den Lebensstil von Garsington, was seine Freundschaft mit den Morrells aber nicht beeinträchtigt. In den 1920er Jahren hält er sich mit seiner Frau und seinem jungen Sohn öfter in Italien auf und besucht dort seinen Freund D. H. Lawrence.
In den 1920er Jahren lebt Huxley mit seiner Familie hauptsächlich in Italien, unternimmt aber auch weite Reisen um die Welt, die ihn zwischen September 1925 und Juni 1926 über Indien in die USA führen. Seine Beobachtungen und Notizen veröffentlicht er unter dem Titel Jesting Pilate (1926) und im Roman Point Counter Point (1928). Unter dem Eindruck des ihn bedrückenden Rahmens des technisch-wissenschaftlichen Fortschritts und der konsumorientierten US-Kultur schreibt er in nur vier Monaten in Sanary-sur-Mer, Südfrankreich, seinen dystopischen Roman Brave New World, deutsch: Schöne Neue Welt, der 1932 erscheint. Gleichzeitig schreibt er auch über pazifistische Themen, zum Beispiel in dem Roman Geblendet in Gaza (1936).
1937 zieht Huxley nach Kalifornien, wo seine zweite Schaffensphase einsetzt, die geprägt ist von einer neuen Hinwendung zum Menschen. Der dezidierte Kritiker, Satiriker und scharfzüngige Realist lernt 1938 Jiddu Krishnamurti kennen. Unter dem Einfluss buddhistischer Lehren wendet er sich verschiedenen Weisheitslehren zu, insbesondere der Mystik und einem religiösen Universalismus. Diese neue Orientierung spiegelt sich in dem Roman After Many a Summer (1939) und noch deutlicher in Time must have a stop (1944). In der theoretischen Schrift The Perennial Philosophy (1946) legt Huxley seinen philosophischen Standpunkt dar.
In den Jahren um 1939 arbeitet Huxley zudem als Hollywood-Drehbuchautor. Christopher Isherwood schreibt in seiner 1980 veröffentlichten Autobiographie My Guru and His Disciple, Huxley soll zu dieser Zeit so mehr als 3.000 US-Dollar pro Woche verdient haben (das entspricht inflationsbereinigt etwa 50.000 US-Dollar pro Woche im Jahr 2020) und seine hohen Gehälter dafür eingesetzt haben, Juden sowie linksgerichteten Schriftstellern und Künstlern die Flucht aus dem deutschen NS-Staat zu ermöglichen.
Eine teils recht enge Verbindung entwickelt sich zu Thomas Mann, der einige Zeit sogar in unmittelbarer Nachbarschaft zu Huxley lebt.
1953 lässt Huxley sich auf ein von Humphry Osmond betreutes Experiment ein, welches die Wirkung von Meskalin auf die menschliche Psyche zum Inhalt hat. In der folgenden Korrespondenz mit dem Autor prägen beide das Wort psychedelic für die Wirkung dieser Substanz. Die Essays The Doors of Perception und Heaven and Hell beschreiben diese Wirkung und das Experiment, welchem er sich bis zu seinem Tod noch etwa zehnmal unterzieht.
1955 stirbt Huxleys Frau Maria an Krebs, 1956 heiratet er die Geigerin, Schriftstellerin und Psychotherapeutin Laura Archera (1911–2007), die später eine Biografie Huxleys schreibt (This Timeless Moment, 1969).
1960 wird bei Huxley Kehlkopfkrebs diagnostiziert. Danach verschlechtert sich sein Gesundheitszustand. Er hält Vorträge über die „Möglichkeiten des Menschen“ (Human Potentialities) am Medical Center der University of California in San Francisco und am Esalen Institute in Big Sur. Diese Vorträge stehen im Zusammenhang mit dem Aufkommen des Human Potential Movement in Kalifornien. 1962 erscheint Huxleys letzter Roman Island (deutsch Eiland), eine positive Utopie, in der Huxley ein Gegenbild zur Schönen neuen Welt entwirft und dabei auch seine Erfahrungen mit Drogen, aber auch religiös-weltanschauliche Aspekte eingearbeitet hat. Im selben Jahr wird er zum Mitglied der britischen Royal Society of Literature gewählt. Seit 1960 ist er Ehrenmitglied der American Academy of Arts and Letters.
Am Nachmittag des 22. November 1963 stirbt Aldous Huxley im Alter von 69 Jahren. Kurz vor seinem Tod lässt er sich von seiner Ehefrau Laura auf seinen Wunsch hin zwei Mal 100 Mikrogramm LSD verabreichen. Am Mittag desselben Tages fand das Attentat auf John F. Kennedy statt, von welchem Huxley, der einige Stunden später stirbt, allerdings nicht mehr erfährt. Die Berichterstattung über dieses Ereignis überschattet, wie auch die Nachricht über den Tod von C. S. Lewis, der ebenfalls am 22. November 1963 stirbt, die Meldung über Huxleys Tod. 
Im Dezember 1963 findet ein Gedenkgottesdienst in London statt, geleitet von Huxleys älterem Bruder Julian. Die Asche des Verstorbenen wird im Familiengrab auf dem Friedhof in Compton, einem Dorf bei Guildford in Surrey, beigesetzt. Igor Strawinsky widmet seine letzte Komposition für Orchester seinem Freund Aldous Huxley: die Variations,  komponiert zwischen Juli 1963 und Oktober 1964, uraufgeführt vom Chicago Symphony Orchestra in Chicago am 17. April 1965.

## Einflüsse
Huxley wurde stark von Frederick Matthias Alexander beeinflusst, den er sogar als Romanfigur in Geblendet in Gaza aufnahm.
Huxley war mit dem Biologen J. B. S. Haldane befreundet und parodierte ihn und seinen Vater John Scott Haldane durch Figuren in seinen Werken. Darüber hinaus beeinflusste J. B. S. Haldanes Werk Daedalus über die Entwicklung von Föten in künstlichen Gebärmüttern Huxleys Roman Brave New World.

## Werke

### Romane
- Crome  Yellow. Flamingo, London 1994, ISBN 0-00-654729-X (EA London 1921).
  - Eine Gesellschaft auf dem Lande, 3. Auflage. Piper, München 1991, ISBN 3-492-11297-8 (EA München 1977).
- Antic Hay. Flamingo, London 1994, ISBN 0-00-654742-7 (EA London 1923).
  - Narrenreigen. Piper, München 1985, ISBN 3-492-00610-8 (EA München 1983).
- Those Barren Leaves. Flamingo, London 1994, ISBN 0-00-654744-3 (EA London 1925).
  - Parallelen der Liebe. Piper, München 1993, ISBN 3-492-11682-5 (EA Frankfurt/M. 1961).
- Point Counter Point. Grafton Books, London 1988, ISBN 0-586-04440-X (EA London 1928).
  - Kontrapunkt des Lebens. Piper, München 1989, ISBN 3-492-10946-2 (EA Leipzig 1930).
- Brave New World. Vintage Books, London 2004, ISBN 0-09-947746-7 (EA London 1932).
  - Schöne neue Welt Fischer, Frankfurt/M. 2013, ISBN 978-3-596-95015-7 (früherer Titel: Welt – Wohin?, 1932 bzw. Wackere neue Welt, 1950).
  - Schöne neue Welt. Hörbuch. Verlag für Hörbuchproduktionen, Marburg 2004, ISBN 3-89614-330-1 (6 CDs, gelesen von Hans Eckardt).
- Eyeless in Gaza. Vintage Books, London 2004, ISBN 0-09-945817-9 (EA London 1936).
  - Geblendet in Gaza. Piper, München 1987, ISBN 3-492-10794-X (EA Hamburg 1959).
- After Many a Summer. Flamingo, London 1994, ISBN 0-00-654736-2 (EA London 1939).
  - Nach vielen Sommern. Piper, München 1986, ISBN 3-492-00796-1 (EA Zürich 1945).
- Time Must Have a Stop. Flamingo, London 1994, ISBN 0-00-654737-0 (EA London 1944).
  - Zeit muss enden. Piper, München 1989, ISBN 3-492-11046-0 (EA Zürich 1950).
- Ape and Essence. Chatto & Windus, London 1978, ISBN 0-7011-0786-3 (EA London 1948).
  - Affe und Wesen. Piper, München 1988, ISBN 3-492-10337-5 (EA Zürich 1959).
- The Devils of Loudun. Flamingo, London 1994, ISBN 0-00-654741-9 (EA London 1952).
  - Die Teufel von Loudun. Übersetzt aus dem Englischen von Herberth E. Herlitschka. Piper, München 1992, ISBN 3-492-11510-1 (EA München 1955).[9]
- The Genius and the Goddess. Triad Panther, London 1984, ISBN 0-586-05343-3 (EA London 1955).
  - Das Genie und die Göttin. Piper, München 1989, ISBN 3-492-11142-4 (EA München 1954).
- Island. Vintage Books, London 2005, ISBN 0-09-947777-7 (EA London 1962).
  - Eiland. Piper, München 2006, ISBN 3-492-20358-2 (EA München 1973).

### Erzählungen
- Limbo. Six stories and a play. Chatto & Windus, London 1970, ISBN 0-7011-0805-3. (EA London 1920)
  - Cynthia. Piper, München 1988, ISBN 3-492-10509-2.
- Mortal Coils and other stories. Chatto & Windus, London 1971, ISBN 0-7011-0808-8. (EA London 1922)
  - Glücklich bis ans Ende ihrer Tage. Erzählungen. Piper, München 1985, ISBN 3-492-00723-6.
- Little Mexican. Six stories. Chatto & Windus. London 1973, ISBN 0-7011-0807-X. (EA London 1924)
  - Der kleine Mexikaner. Erzählungen. Piper, München 1986, ISBN 3-492-00756-6.
- Two or Three Graces. Four stories. Chatto & Windus, London 1963 (EA London 1928)
  - Zwei oder drei Grazien. Ein kleiner Roman. Insel-Verlag, Leipzig 1931.
- Brief Candles. Four stories. Penguin, Harmondsworth 1973, ISBN 0-14-002349-6. (EA London 1930)
  - Nach dem Feuerwerk. Vier Novellen. Insel-Verlag, Leipzig 1940.
- Collected Short Stories.Chatto & Windus, London 1974, ISBN 0-7011-0793-6. (EA London 1957)
  - Meistererzählungen. Piper, München 1979, ISBN 3-492-02477-7.
  - Meisternovellen. Manesse, Zürich 1951.

### Lyrik
- The Burning Wheel. Poems (Adventures all Series; Bd. 7). Blackwell, Oxford 1916.
- Selected poems. Appleton, New York 1925.

### Reiseberichte
- Along The Road. Notes and essays of a tourist. Triad Books, London 1986, ISBN 0-586-08510-6 (EA London 1925).
  - „Along the Road“. Aufzeichnungen eines Reisenden. Rowohlt Berlin Verlag, Berlin 2024, ISBN 978-3-7371-0192-9[10]
- Jesting Pilate. The diary of a journey. Flamingo, London 1994, ISBN 1-4179-2478-0 (EA London 1926).
- Beyond the Mexique Bay. Flamingo, London 1994, ISBN 0-586-08481-9 (EA London 1934).
- All lives are a crazy thing. ISBN 0-586-08225-7 1922.

### Essays
- Grey Eminence. Biography Father Joseph. Vintage Books, London 2005, ISBN 0-09-947782-3 (EA London 1941).
  - Die graue Eminenz. Ein Leben zwischen Religion und Politik. Piper, München 1982, ISBN 3-492-01288-4 (EA München 1941).
- The Art of Seeing. Flamingo, London 1994, ISBN 0-00-654746-X (EA New York 1942).
  - Die Kunst des Sehens. Was wir für unsere Augen tun können. Piper, München 2012, ISBN 978-3-492-20216-9 (EA München 1982).
- Literature and science and Science, liberty and peace. Chatto & Windus, London 1970, ISBN 0-7011-1690-0 (EA London 1946).
  - Literatur und Wissenschaft. Piper, München 1964.
  - Wissenschaft, Freiheit und Frieden. Steinberg, Zürich 1947.
- Themes and Variations. ISBN 0-7011-0817-7 (EA London 1950).
  - Themen und Variationen. Piper, München 1952.
- The Doors of Perception. Flamingo, London 1994, ISBN 0-00-654731-1 (EA London 1954).
  - Die Pforten der Wahrnehmung. Erfahrungen mit Drogen, Himmel und Hölle. 31. Auflage. Piper, München 2012, ISBN 978-3-492-20006-6.
- Collected Essays. Chatto & Windus, London 1958.
- Brave New World Revisited. Erstausgaben: New York 1958, Gütersloh 1958, London 1959.
  - Schöne neue Welt. Dreißig Jahre danach. Buchtitel 1958.
  - Dreißig Jahre danach oder Wiedersehen mit der «Wackeren neuen Welt». Buchtitel 1960.
  - Wiedersehen mit der Schönen neuen Welt. Piper Verlag, München, Buchtitel ab 1960.
- Moksha: Writings on Psychedelics and the Visionary Experience (1931–1963), 1977. Moksha: Writings on Psychedelics and the Visionary Experience (1931–1963), 1977

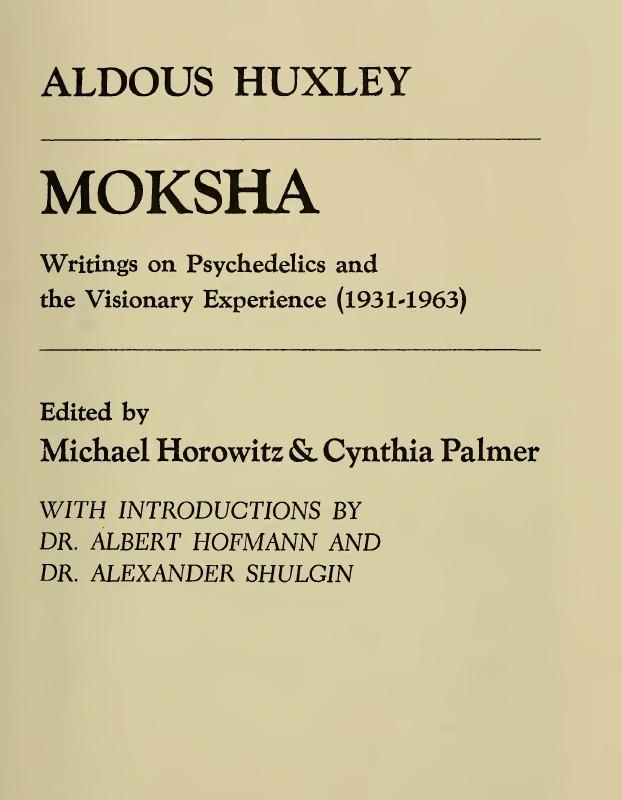
Moksha: Writings on Psychedelics and the Visionary Experience (1931–1963), 1977

  - Moksha. Aldous Huxley’s Classic Writings on Psychedelics and the Visionary Experience, Park Street Press, Rochester, Vt. 1999, ISBN 0-89281-758-5.
  - Moksha. Auf der Suche nach der Wunderdroge. Piper, München 1998, ISBN 3-492-20287-X (EA München 1983).
- Huxley and God. Essays. Harper Press, San Francisco 1992, ISBN 0-8245-2252-4.
  - Gott ist. Essays. Dtv, München 1996, ISBN 3-423-30575-4 (EA München 1993).
- The olive tree and other essays. Chatto & Windus, London 1960.
- Do what you will. 12 essays. Chatto & Windus, London 1956.
- On the margin. Notes and essays. Chatto & Windus, London 1956.
- Music at night and other essays. Including „vulgarity in literature“. Chatto & Windus, London 1960.

### Philosophische Schriften
- Ends and Means. An enquiry into the nature of ideals and into the methods employed for their realization. Chatto & Windus, London 1969 (EA New York 1937).
  - Ziele und Wege. Eine Untersuchung des Wesens der Ideale und der Mittel zu ihrer Verwirklichung. Cornelsen, Berlin 1949.
- The Perennial Philosophy. Chatto & Windus, London 1974, ISBN 0-7011-0812-6 (EA London 1946).
  - Die ewige Philosophie. Nietsch, Freiburg/B. 2008, ISBN 978-3-939570-33-2 (EA Zürich 1948).

### Drehbuch
- Jacob’s Hands. Bloomsbury, London 1998, ISBN 0-7475-4050-0 (zusammen mit Christopher Isherwood; dieser Text wurde erst 1997 entdeckt).
  - Jakob der Heiler. List-Taschenbuch-Verlag, München 2001, ISBN 3-548-60020-4 (EA Frankfurt/M. 1998; übersetzt von Michael Mundhenk).
- The Gioconda smile. A play from the short story in „mortal coils“. Chatto & Windus, London 1948. (Qualen der Liebe, Regie: Zoltan Korda)
- Pride and Prejudice. 1940 (frei nach Jane Austens gleichnamigem Roman).[11]

### Kinderbuch
- The crows of Pearblossom. Chatto & Windus, London 1976, ISBN 0-7011-5089-0 (EA London 1967).
  - Die Krähen von Pearblossom und die Geschichte, wie dieses und jenes und überhaupt etwas sehr Komisches geschah. Fischer, Frankfurt/M. 2007, ISBN 978-3-596-85211-6.

### Briefe
- James Sexton (Hrsg.): Aldous Huxley. Selected Letters. Ivan Dee Books, Chicago, Ill. 2007, ISBN 978-1-56663-629-2.

## Belege
1. ↑  Tanya Lieske: Zum 125. Geburtstag von Aldous Huxley - Unterhaltsamer Intellektueller. In: Deutschlandfunk. Deutschlandradio, abgerufen am 9. August 2019 (deutsch).
2. ↑  Philipe Thody: Huxley: A Biographical Introduction. Veröffentlicht 1973. ISBN 978-0-289-70188-1.
3. ↑  Bernhard Scheller: Gesichter und Gesichte des Aldous Huxley. Im Anhang zu Schöne neue Welt, Reclam-Verlag, Leipzig 1988 (Reclams Universal-Bibliothek Band 1219, 1. Auflage), ISBN 3-379-00241-0, S. 221
4. ↑  Andreas Platthaus: Thomas Mann und Huxley: Bei Drogen war Schluss. In: FAZ.NET. ISSN 0174-4909 (faz.net [abgerufen am 8. Oktober 2022]).
5. ↑  Honorary Members: Aldous Leonard Huxley. American Academy of Arts and Letters, abgerufen am 12. März 2019.
6. ↑  Laura Huxley: The most beautiful death vom 8. Dezember 1963 (engl., abgerufen im November 2015)
7. ↑  Florian Kugel: Aldous Huxleys letzter Trip. In: Spiegel Online. 15. September 2020, abgerufen am 2. Oktober 2020.
8. ↑  Bill Bryson: Eine kurze Geschichte von fast allem. (A short story of nearly everything). Goldmann-Verlag, München 2005, ISBN 3-442-46071-9, Kapitel 16, S. 307–308.
9. ↑  1969 als Oper uraufgeführt, siehe Die Teufel von Loudun; 1971 von Ken Russell verfilmt, siehe Die Teufel.
10. ↑  deutschlandfunkkultur.de: Aldous Huxley: “Along the Road. Aufzeichnungen eines Reisenden”. 25. September 2024, abgerufen am 18. Februar 2025.
11. ↑  Pride and Prejudice (1940) bei IMDb

| Personendaten    | Personendaten              |
| ---------------- | -------------------------- |
| NAME             | Huxley, Aldous             |
| ALTERNATIVNAMEN  | Huxley, Aldous Leonard     |
| KURZBESCHREIBUNG | britischer Schriftsteller  |
| GEBURTSDATUM     | 26. Juli 1894              |
| GEBURTSORT       | Godalming, Surrey, England |
| STERBEDATUM      | 22. November 1963          |
| STERBEORT        | Los Angeles, USA           |